# Julie Carraz-Collin
Pour les articles homonymes, voir Carraz.
Julie Carraz-Collin, née le 25 août 1980, est une biathlète française.

## Biographie
Elle mesure 1 mètre 68 et évolue au club de ski Peisey-Vallandry.
Elle fait ses débuts en Coupe du monde en décembre 2002 et obtient son premier podium en relais un mois plus tard à Oberhof, avant de se rendre aux Championnats du monde à Khanty-Mansiïsk. Individuellement, elle marque ses premiers points en 2003-2004, mais ne revient à ce niveau qu'en 2006-2007. En 2008, elle retrouve de nouveau le podium à trois reprises avec le relais français. C'est en 2009, que Julie Carraz affiche sa meilleure performance individuelle, prenant la onzième position de l'individuel de Pokljuka.
En 2010, alors qu'elle vient d'obtenir son meilleur classement final en Coupe du monde (39e), elle décide de se retirer du biathlon pour se consacrer à son travail dans l'armée.

## Palmarès

### Championnats du monde
| Épreuve / Édition             | Individuel | Sprint | Poursuite | Départ en masse | Relais |
| Mondiaux 2003 Khanty-Mansiïsk | -          | 28e    | 44e       | -               | -      |

### Coupe du monde
- Meilleur classement général : 39e en 2010.
- 6 podiums en relais : 2 deuxièmes places et 4 troisièmes places.
- Meilleur résultat individuel : 11e.

#### Classements en Coupe du monde
| Saison    | Classement général final | Individuel | Sprint | Poursuite | Mass start |
| 2002-2003 | nc                       | nc         | nc     | nc        |            |
| 2003-2004 | 75e                      | nc         | 67e    | nc        |            |
| 2004-2005 | nc                       | nc         | nc     |           |            |
| 2005-2006 | nc                       | nc         | nc     | nc        |            |
| 2006-2007 | 72e                      | 54e        | 67e    | 62e       |            |
| 2007-2008 | 60e                      | nc         | 51e    | 55e       |            |
| 2008-2009 | 61e                      | 52e        | 60e    | 50e       |            |
| 2009-2010 | 39e                      | 37e        | 34e    | 39e       | 42e        |